# Ecoaldea Huehuecoyotl
Huehuecóyotl es una comunidad intencional localizada en el estado mexicano de Morelos. Fundada en 1982 en el municipio de Tepoztlán, "Huehue", como es llamada comúnmente, cuenta con aproximadamente 20 residentes. El nombre de la aldea ("viejo coyote" en náhuatl) proviene del personaje mitológico del mismo nombre.
Sus integrantes buscan un cambio del industrialismo, viviendo de lo que cosechan, esta ecoaldea es miembro del Global Ecovillage Network un movimiento cultural mundial, en pro de lo natural y orgánico, así como la energía verde, entre otros.

## Historia
La Ecoaldea Huehuecoyotl fue fundada en 1982 por varias personas de todo el mundo, entre ellas, integrantes de un teatro gitano llamado Los Elefantes Iluminados.
En un principio, la ecoaldea poseía cerca de 30 miembros. Sus integrantes son activistas que viajan por el mundo con gustos variados exponiendo su arte ya sea de forma musical, con prácticas espirituales y herbología, entre muchas otras actividades.